# Duncan Ferguson
Duncan Cowan Ferguson (n. 27 decembrie 1971, Stirling, Scoția, Regatul Unit) este un fotbalist britanic retras din activitate, care a jucat pe post de atacant la echipe ca Everton, Dundee United și Newcastle. Pe plan internațional, are prezențe la națională pentru Scoția. După încheierea carierei, a devenit antrenor, și antrenează în prezent pe Inverness Caledonian Thistle FC.
Ferguson și-a început cariera la Carse Thistle, înainte de a semna pentru Dundee United în 1990 primul său contract de profesionist. De atunci a jucat la Rangers FC, Everton FC și Newcastle United; cariera sa a oscilat deseori din cauza controverselor și accidentărilor. 